# Urban von Trennbach

Gemälde mit dem Porträt Bischof Urbans von Trennbach, 1564

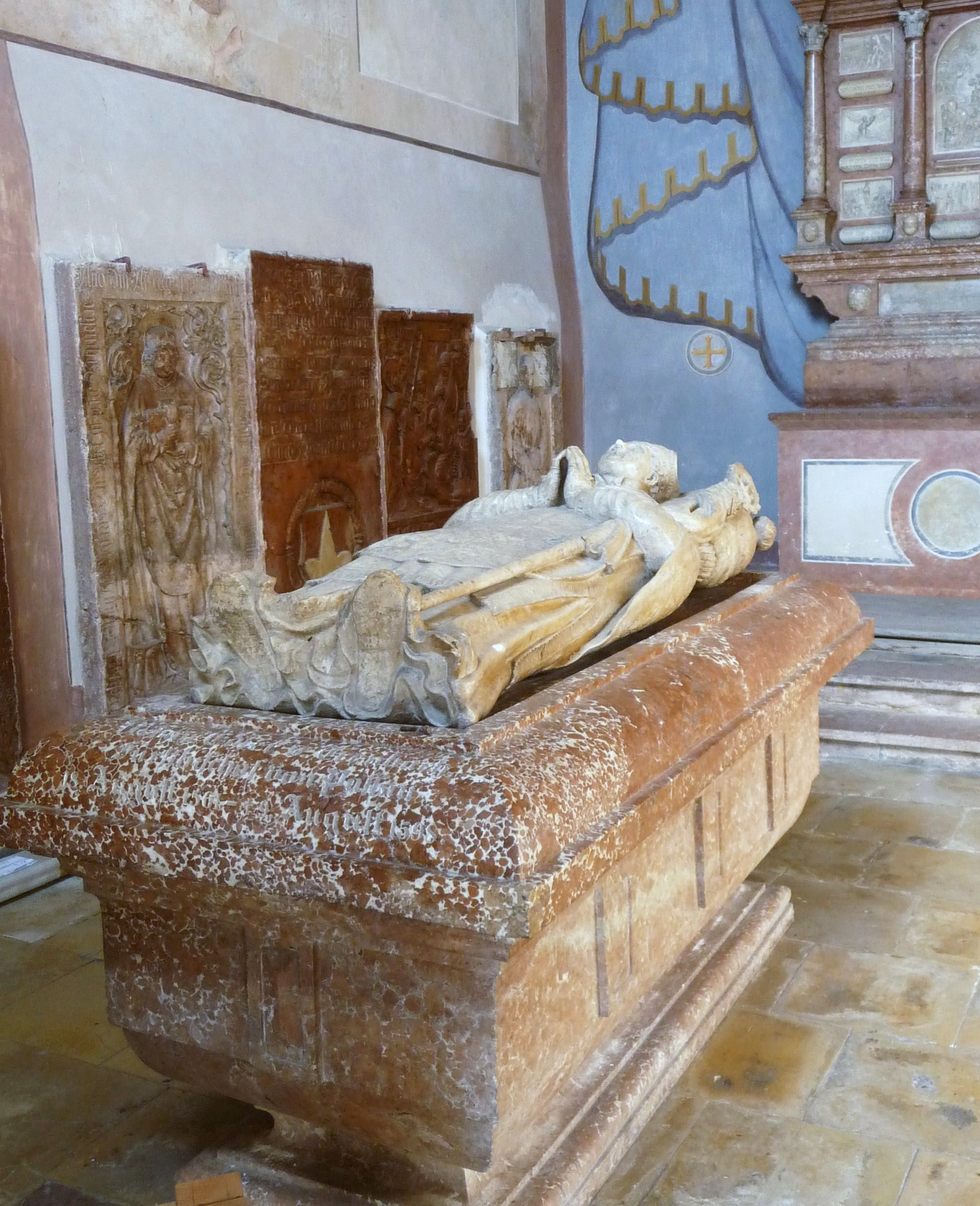
Das Hochgrab des Bischofs in der Trennbach-Kapelle

Urban von Trennbach (* 10. Mai 1525 in St. Martin im Innkreis; † 9. August 1598 in Passau) war von 1561 bis 1598 Fürstbischof des Bistums Passau.

## Leben
Trennbach studierte 1538 bis 1540 in Wien und seit 1542 als Passauer Domizellar in Ingolstadt. Ab 1545 setzte er sein Studium in Bologna und Padua fort. Eine Kavalierstour führte ihn bis Rom.

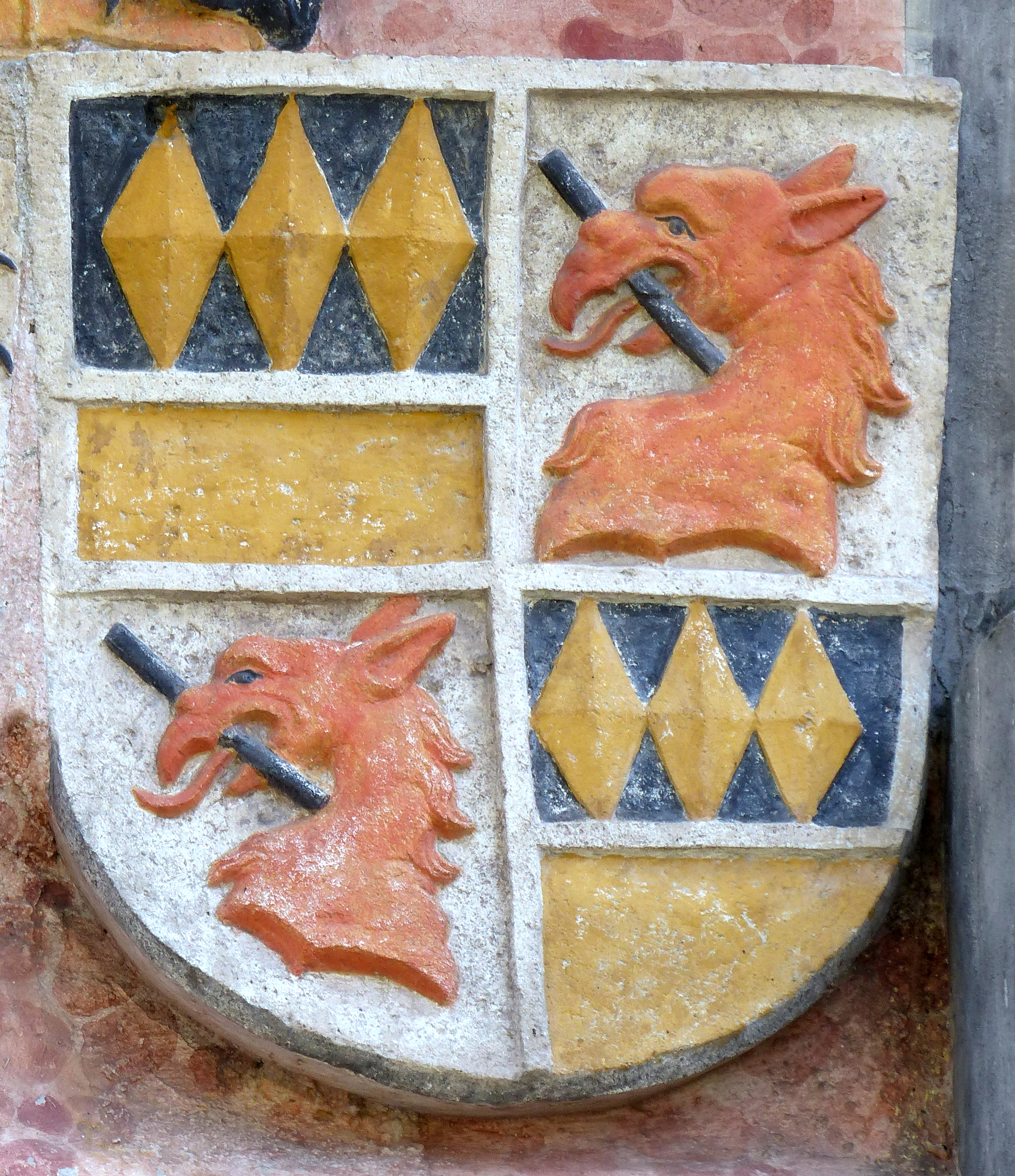
Wappenstein des Fürstbischofs über dem Eingang zu Schloss Obernzell

1550 wurde er in Regensburg, 1556 auch in Salzburg Mitglied des Domkapitels. Er übernahm 1550 das Amt eines Kellerers für die bayerischen und 1552 auch für die österreichischen Besitzungen des Kapitels. 1556 folgte seine Ernennung zum Dompropst in Passau. Zum Bischof wurde er 1561.

## Wirkung
Aus handelspolitischen Gründen ging Trennbach auf Distanz zu Bayern und band sein Bistum eng an die Habsburger. So setzte er nicht nur durch, dass sein Nachfolger aus dem Hause Habsburg kam, sondern bis zur Säkularisation in Bayern stammten von nun an alle Passauer Fürstbischöfe aus dem österreichisch-böhmischen Adel.
Er ist in dem imposanten Hochgrab der 1568 bis 1572 erbauten Trennbach-Kapelle im Kreuzgang des Passauer Domes begraben.